# 萊雷湖
萊雷湖（法語：Lac Léré），一译雷勒湖，是非洲的湖泊:2，位於乍得西南部西凱比河區，距離與喀麥隆接壤的邊境6公里，海拔高度320米，該湖長15公里、寬5公里，面積41平方公里，平均深度4.5米，最大深度8米。

## 外部連結
- http://www.geonames.org/2429157/lac-de-lere.html （页面存档备份，存于）